# Bradninch
Bradninch este un oraș în comitatul Devon, regiunea South West, Anglia. Orașul se află în districtul Mid Devon. 